# Veleučilište „Marko Marulić“ u Kninu
Veleučilište „Marko Marulić” javno je veleučilište koje se nalazi u gradu Kninu u Ulici Petra Krešimira IV, br. 30. Jedina je ustanova koja nudi visoko obrazovanje u Kninu. Stručni studiji koje nudi traju tri godine, vrijede 180 ECTS bodova te se odvijaju u tri stručna područja u četiri odjela:
- Trgovinsko poslovanje s poduzetništvom – stručni studij: Trgovinsko poslovanje s poduzetništvom
- Prehrambena tehnologija – stručni studij: Prehrambena tehnologija
- Poljoprivreda krša – stručni studiji:

1. Poljoprivreda krša
2. Stočarstvo krša i Poljoprivreda krša
3. Biljna proizvodnja

- Inovacijsko središte – studentima služi za eksperimentalne radove te istraživačke projekte

## Povijest
Veleučilište je osnovano u lipnju 2005. godine u zgradi „Stare gimnazije” »uredbom o osnivanju Veleučilišta „Marko Marulić” u Kninu«, radi ustrojavanja i izvođenja stručnih studija.

## Galerija
- Veleučilište Marka Marulića
- Veleučilište Marka Marulića
- Veleučilište Marka Marulića
- Kip Marka Marulića
- Kip Marka Marulića

## Vanjske poveznice
- Veleučilište „Marko Marulić“ na stranicama grada Knina
- Službena web-stranica  Arhivirana inačica izvorne stranice od 15. prosinca 2023. (Wayback Machine)
- Narodne novine